# Eburodacrys cincora
Eburodacrys cincora es una especie de escarabajo longicornio del género Eburodacrys, tribu Eburiini, subfamilia Cerambycinae. Fue descrita científicamente por Martins, Galileo & Limeira-de-Oliveira en 2011.

## Descripción
Mide 12,5-15 milímetros de longitud.

## Distribución
Se distribuye por Brasil.